# Fiat FNM 190H
Le Fiat 190H est la version brésilienne de la gamme Fiat 170/190 produite en Italie par Fiat V.I., en France par Fiat-Unic et en Allemagne par Fiat-Magirus à partir de 1975. Comme sur les modèles européens, le Fiat 190H arborait un petit logo Iveco au centre de la calandre. 
L'adaptation du Fiat 190H au marché brésilien fut très rapide car le modèle était déjà bien éprouvé, la partie mécanique avait été utilisée pour la précédente série Fiat 190E mais qui avait conservé la cabine Alfa Romeo du FNM 180. Les ingénieurs italiens voulaient que ce nouveau modèle équipé de la cabine unifiée Fiat type H puisse, comme cela avait été le cas avec la gamme précédente, être considéré comme un véhicule techniquement avancé et qui devienne la référence sur son marché. 
En effet, le Fiat 190H a révolutionné le marché du poids lourd sud américain avec une cabine d'un confort inégalé pour les chauffeurs et une avancée technique et qualitative qui marqua les esprits. Il faut comparer cette cabine à celles à capot très rondes et obsolètes montées sur les camions Mercedes séries L.
Pour satisfaire certains transporteurs, le 190H a été également livré en version tracteur et porteur 6x2 sur un châssis allongé avec, comme de coutume en Amérique latine, le 3ème essieu double et relevable mais jamais directionnel comme en Italie.

## La seconde série Fiat Iveco 190 Turbo
Afin d'unifier ses fabrications dans le monde et de conserver son avance par rapport aux concurrents locaux, Fiat Diesel lance à l'occasion de la "7ª Festa do Carreteiro", en juillet 1982, à Curitiba, la version Turbo du Fiat 190H. 
Le Fiat 190H était déjà très apprécié par les transporteurs mais Fiat Diesel a porté une attention toute particulière au confort des chauffeurs sur son nouveau modèle destiné aux transports lourds (50 tonnes de PTR !) sur les très longues distances en équipant la cabine d'accessoires en série comme : sur-tapis en moquette épaisse, rideaux pour toutes les parties vitrées, radio-réveil électronique, radio cassette, antenne intégrée, sièges avec appuie-tête, toit ouvrant, essuie-glaces multi vitesses dont une intermittente, tachygraphe et même rasoir. 
La crise économique qui frappa le pays après le coup d'état militaire fut fatal à l'économie qui fut paralysée pendant des années. L'usine de Rio de Janeiro arrêta la production de tous ses modèles en juin 1985. Les camions Fiat-Iveco seront ensuite importés d'Argentine avant que Iveco ne reprenne pied dans le pays avec un nouveau site industriel qui commencera à produire en 2000.